# Paséas
Paséas (en grec ancien Πασέας) est un tyran de la cité grecque de Sicyone qui vécut au IIIe siècle av. J.-C.
Père d'Abantidas, il succéda à celui-ci lorsqu'il fut assassiné par des Sicyoniens alors qu'il débattait avec des philosophes sur l'agora. Il ne garda le pouvoir que quelques mois, car il fut lui-même assassiné par Nicoclès et ses partisans en -251.

## Sources
- Pausanias, Description de la Grèce [détail des éditions] [lire en ligne], II, 8, 2.
- Plutarque, Vies parallèles [détail des éditions] [lire en ligne], Aratos, II, 3.